# Dan Monti
Dan Monti (...) è un musicista, produttore discografico ingegnere del suono statunitense.
Ha lavorato con band come Metallica, Slayer e Guns N' Roses. La maggior parte del suo lavoro, tuttavia, è stato in collaborazione con Buckethead, con il quale è stato anche in tournée come bassista.

## Carriera musicale
Monti è un chitarrista e bassista, che aggiunge spesso parti di basso agli album dei Buckethead. È anche il chitarrista solista della band itinerante Flying Cunts of Chaos di Serj Tankian. La band ha pubblicato il suo primo singolo Daysheet Blues su iTunes nel luglio 2010. È anche il cantante principale degli F.C.C.
È stato in tour con Buckethead e Brain nel 2017.

## Carriera come produttore
Monti è stato accreditato in molti album durante sua carriera; il primo è stato Bucketheadland 2 nel 2003. Da allora ha continuato a produrre la maggior parte degli album di Buckethead, alcuni esempi sono Pepper's Ghost, Decoding the Tomb of Bansheebot e Cyborg Slunks. È anche accreditato in molti di questi album come bassista, nonché come coautore e autore del missaggio.
Monti ha contribuito agli album di molte band di alto profilo, inclusi gli album solisti di Serj Tankian. È elencato per "additional engineering" o "assistant engineer" nell'album dei Guns N' Roses Chinese Democracy, in cui è apparso anche Buckethead, oltre ad essere accreditato per "digital editing" in Death Magnetic, Hardwired... to Self-Destruct e 72 Seasons dei Metallica e World Painted Blood degli Slayer.